# Anchistrocheles fumata
Anchistrocheles fumata is een mosselkreeftjessoort uit de familie van de Bythocyprididae. De wetenschappelijke naam van de soort is voor het eerst geldig gepubliceerd in 1890 door Brady.